# Oedothorax malearmatus
Oedothorax malearmatus – gatunek pająka z rodziny osnuwikowatych.
Gatunek ten opisany został w 1998 roku przez Andrieja Tanasiewicza na podstawie pojedynczego samca odłowionego w 1988 roku.
Pająk o ciele długości 2,05 mm. Karapaks ma 0,83 mm długości, 0,65 mm szerokości i jasnobrązową barwę z szerokim, ciemnym pierścieniem. Na kształt karapaksu składa się drobny, listewkowaty guzek między oczami przednio-środkowymi a tylno-środkowymi oraz mała wyniosłość za oczami tylno-środkowymi. Odnóża są jasnobrązowe z trichobotriami na wszystkich nadstopiach. Opistosoma ma 1,13 mm długości i 0,73 mm szerokości. Jej ciemnoszary wierzch ma w przedniej połowie jasny pas środkowy.
Gatunek himalajski, znany tylko z Nepalu, z dystryktu Panchthar. Jedyne znane stanowisko znajduje się w mieszanym lesie liściastym na wysokości 2300 m n.p.m..